# Denis Chen
Denis Geovani Chen Fernández (né le 9 août 1977 à San Pedro Carchá au Guatemala) est un joueur de football international guatémaltèque, qui évoluait au poste de défenseur.

## Biographie

### Carrière en sélection
Avec l'équipe du Guatemala, il joue 33 matchs (pour un but inscrit) entre 1999 et 2005. 
Il figure notamment dans le groupe des sélectionnés lors des Gold Cup de 2002 et de 2005.
Il joue également 6 matchs comptant pour les tours préliminaires de la coupe du monde 2006.

## Palmarès
- Champion du Guatemala en 2001 (A), 2002 (C), 2003 (A), 2004 (A), 2005 (C), 2005 (A), 2006 (C) et 2006 (A) avec le Deportivo Municipal
- Vainqueur de la Copa Interclubes UNCAF en 2004 avec le Deportivo Municipal